# Cybaeus reticulatus
Cybaeus reticulatus är en spindelart som beskrevs av Simon 1886. Cybaeus reticulatus ingår i släktet Cybaeus och familjen vattenspindlar. Inga underarter finns listade i Catalogue of Life.